# 호버!
호버!(영어: Hover!)는 마이크로소프트 윈도우 95의 설치 CD에 포함되어 있던 컴퓨터 게임이다. 범퍼 카를 운전하며 상대의 깃발을 뺏는 방식으로 진행된다.